# 칼 브래셔

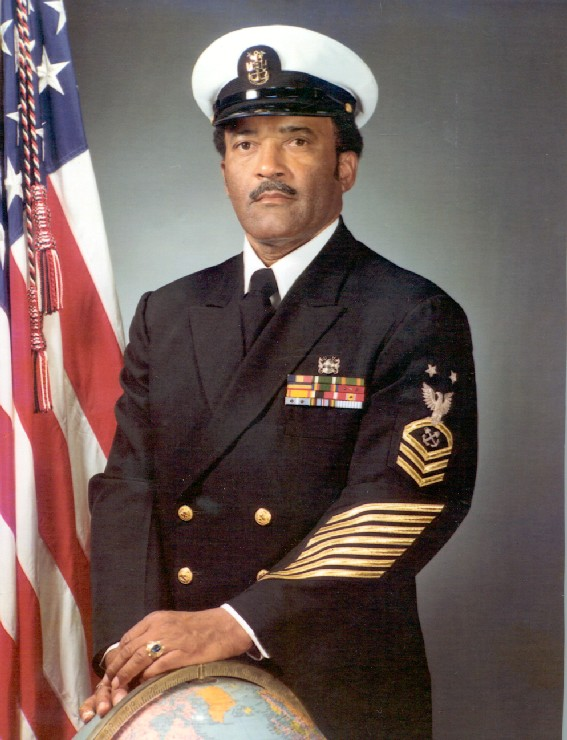
칼 브러시어

칼 맥시 브러시어(Carl Maxie Brashear, 영어 발음: /brəˈʃɪər/)는 미국의 해군 군인이다. 영화 《맨 오브 오너》(2000)의 주요 인물이다.